# Badminton op de Olympische Zomerspelen 2012 – mannen dubbelspel
Het mannen dubbelspel in het badminton op de Olympische Zomerspelen 2012 in Londen vond plaats tussen 28 juli en 5 augustus 2012. Cai Yun en Fu Haifeng wonnen de finale met 2 sets tegen Mathias Boe en Carsten Mogensen.

## Plaatsingslijst
| Nr. | Speler                       | Prestatie  | Uitgeschakeld door           |
| --- | ---------------------------- | ---------- | ---------------------------- |
| 1.  | Cai Yun Fu Haifeng           | Goud       | niet van toepassing          |
| 2.  | Jung Jae-sung Lee Yong-dae   | Brons      | Mathias Boe Carsten Mogensen |
| 3.  | Mathias Boe Carsten Mogensen | Zilver     | Cai Yun Fu Haifeng           |
| 4.  | Ko Sung-hyun Yoo Yeon-seong  | Groepsfase |                              |

## Groepsfase
In elke groep spelen alle spelers onderling tegen elkaar. De eerste twee van elke groep plaatsen zich voor de knock-outfase.

### Groep A
| Spelers                               | Gsp | W | V | SW | SV | Ptn |
| ------------------------------------- | --- | - | - | -- | -- | --- |
| Cai Yun / Fu Haifeng                  | 3   | 3 | 0 | 6  | 0  | 3   |
| Fang Chieh-min / Lee Sheng-mu         | 3   | 2 | 1 | 4  | 2  | 2   |
| Ingo Kindervater / Johannes Schöttler | 3   | 1 | 2 | 2  | 4  | 1   |
| Ross Smith / Glenn Warfe              | 3   | 0 | 3 | 0  | 6  | 0   |

| Team 1                                | Uitslag      | Team 2                                |
| ------------------------------------- | ------------ | ------------------------------------- |
| Cai Yun / Fu Haifeng                  | 21-11, 21-17 | Ross Smith / Glenn Warfe              |
| Fang Chieh-min / Lee Sheng-mu         | 21-15, 21-16 | Ingo Kindervater / Johannes Schöttler |
| Fang Chieh-min / Lee Sheng-mu         | 21-14, 21-13 | Ross Smith / Glenn Warfe              |
| Cai Yun / Fu Haifeng                  | 22-20, 21-16 | Ingo Kindervater / Johannes Schöttler |
| Ingo Kindervater / Johannes Schöttler | 21-13, 21-14 | Ross Smith / Glenn Warfe              |
| Cai Yun / Fu Haifeng                  | 21-19, 21-13 | Fang Chieh-min / Lee Sheng-mu         |

### Groep B
| Spelers                         | Gsp | W | V | SW | SV | Ptn |
| ------------------------------- | --- | - | - | -- | -- | --- |
| Bodin Isara / Maneepong Jongjit | 3   | 3 | 0 | 6  | 0  | 3   |
| Muhammad Ahsan / Bona Septano   | 3   | 2 | 1 | 4  | 2  | 2   |
| Ko Sung-hyun / Yoo Yeon-seong   | 3   | 1 | 2 | 2  | 4  | 1   |
| Adam Cwalina / Michał Łogosz    | 0   | 0 | 0 | 0  | 0  | 0   |

| Team 1                          | Uitslag              | Team 2                          |
| ------------------------------- | -------------------- | ------------------------------- |
| Ko Sung-hyun / Yoo Yeon-seong   | 17-21, 21-7, 21-13   | Adam Cwalina / Michał Łogosz    |
| Muhammad Ahsan / Bona Septano   | 11-21, 16-21         | Bodin Isara / Maneepong Jongjit |
| Ko Sung-hyun / Yoo Yeon-seong   | 15-21, 14-21         | Bodin Isara / Maneepong Jongjit |
| Bodin Isara / Maneepong Jongjit | 14-21, 21-13, 17-151 | Adam Cwalina / Michał Łogosz    |
| Ko Sung-hyun / Yoo Yeon-seong   | 22-24, 12-21         | Muhammad Ahsan / Bona Septano   |
| Muhammad Ahsan / Bona Septano   | wo                   | Adam Cwalina / Michał Łogosz    |

1Opgave van Cwalina en Łogosz; de wedstrijd die ze reeds gespeeld hadden wordt geschrapt

### Groep C
| Spelers                             | Gsp | W | V | SW | SV | Ptn |
| ----------------------------------- | --- | - | - | -- | -- | --- |
| Mathias Boe / Carsten Mogensen      | 3   | 3 | 0 | 6  | 1  | 3   |
| Chai Biao / Guo Zhendong            | 3   | 2 | 1 | 4  | 2  | 2   |
| Vladimir Ivanov / Ivan Sozonov      | 3   | 1 | 2 | 3  | 4  | 1   |
| Dorian Lance James / Willem Viljoen | 3   | 0 | 3 | 0  | 6  | 0   |

| Team 1                         | Uitslag             | Team 2                              |
| ------------------------------ | ------------------- | ----------------------------------- |
| Mathias Boe / Carsten Mogensen | 21-6, 21-12         | Dorian Lance James / Willem Viljoen |
| Chai Biao / Guo Zhendong       | 21-8, 21-13         | Dorian Lance James / Willem Viljoen |
| Mathias Boe / Carsten Mogensen | 16-21, 21-19, 21-14 | Vladimir Ivanov / Ivan Sozonov      |
| Chai Biao / Guo Zhendong       | 23-21, 21-15        | Vladimir Ivanov / Ivan Sozonov      |
| Mathias Boe / Carsten Mogensen | 21-14, 21-19        | Chai Biao / Guo Zhendong            |
| Vladimir Ivanov / Ivan Sozonov | 21-13, 21-15        | Dorian Lance James / Willem Viljoen |

### Groep D
| Spelers                        | Gsp | W | V | SW | SV | Ptn |
| ------------------------------ | --- | - | - | -- | -- | --- |
| Jung Jae-sung / Lee Yong-dae   | 3   | 3 | 0 | 6  | 0  | 3   |
| Koo Kien Keat / Tan Boon Heong | 3   | 2 | 1 | 4  | 2  | 2   |
| Naoki Kawamae / Shoji Sato     | 3   | 1 | 2 | 2  | 4  | 1   |
| Howard Bach / Tony Gunawan     | 3   | 0 | 3 | 0  | 6  | 0   |

| Team 1                         | Uitslag      | Team 2                         |
| ------------------------------ | ------------ | ------------------------------ |
| Koo Kien Keat / Tan Boon Heong | 21-12, 21-14 | Naoki Kawamae / Shoji Sato     |
| Jung Jae-sung / Lee Yong-dae   | 21-14, 21-19 | Howard Bach / Tony Gunawan     |
| Koo Kien Keat / Tan Boon Heong | 21-12, 21-14 | Howard Bach / Tony Gunawan     |
| Jung Jae-sung / Lee Yong-dae   | 21-16, 21-15 | Naoki Kawamae / Shoji Sato     |
| Naoki Kawamae / Shoji Sato     | 21-15, 21-15 | Howard Bach / Tony Gunawan     |
| Jung Jae-sung / Lee Yong-dae   | 21-16, 21-11 | Koo Kien Keat / Tan Boon Heong |

## Knock-outfase
|  | Kwartfinale | Kwartfinale                   | Kwartfinale                  | Kwartfinale                  | Kwartfinale |                    |                              | Halve finale | Halve finale         | Halve finale         | Halve finale         | Halve finale         |                      |    | Finale | Finale                       | Finale | Finale | Finale | Finale | Finale |
|  |             |                               |                              |                              |             |                    |                              |              |                      |                      |                      |                      |                      |    |        |                              |        |        |        |        |        |
|  | 1           | Cai Yun Fu Haifeng            | 21                           | 21                           |             |                    |                              |              |                      |                      |                      |                      |                      |    |        |                              |        |        |        |        |        |
|  |             | Chai Biao Guo Zhendong        | 15                           | 19                           |             |                    |                              |              |                      |                      |                      |                      |                      |    |        |                              |        |        |        |        |        |
|  |             | Chai Biao Guo Zhendong        | 15                           | 19                           | 1           | Cai Yun Fu Haifeng | 21                           | 21           |                      |                      |                      |                      |                      |    |        |                              |        |        |        |        |        |
|  |             |                               |                              |                              |             | Cai Yun Fu Haifeng | 21                           | 21           |                      |                      |                      |                      |                      |    |        |                              |        |        |        |        |        |
|  |             |                               | Koo Kien Keat Tan Boon Heong | 9                            | 19          |                    |                              |              |                      |                      |                      |                      |                      |    |        |                              |        |        |        |        |        |
|  |             | Bodin Isara Maneepong Jongjit | Koo Kien Keat Tan Boon Heong | 9                            | 19          | 16                 | 18                           |              |                      |                      |                      |                      |                      |    |        |                              |        |        |        |        |        |
|  |             | Bodin Isara Maneepong Jongjit |                              |                              |             | 16                 | 18                           |              |                      |                      |                      |                      |                      |    |        |                              |        |        |        |        |        |
|  |             | Koo Kien Keat Tan Boon Heong  | 21                           | 21                           |             |                    |                              |              |                      |                      |                      |                      |                      |    |        |                              |        |        |        |        |        |
|  |             |                               |                              |                              |             |                    |                              |              |                      |                      |                      |                      |                      |    | 1      | Cai Yun Fu Haifeng           | 21     | 21     |        |        |        |
|  |             |                               | 3                            | Mathias Boe Carsten Mogensen | 16          | 15                 |                              |              |                      |                      |                      |                      |                      |    |        |                              |        |        |        |        |        |
|  |             | Fang Chieh-min Lee Sheng-mu   | 16                           | 18                           |             |                    |                              |              |                      |                      |                      |                      |                      |    |        |                              |        |        |        |        |        |
|  | 3           | Mathias Boe Carsten Mogensen  | 21                           | 21                           |             |                    |                              |              |                      |                      |                      |                      |                      |    |        |                              |        |        |        |        |        |
|  | 3           | Mathias Boe Carsten Mogensen  | 21                           | 21                           |             | 3                  | Mathias Boe Carsten Mogensen | 17           | 21                   | 22                   |                      |                      |                      |    |        |                              |        |        |        |        |        |
|  |             |                               |                              |                              |             | 3                  | Mathias Boe Carsten Mogensen | 17           | 21                   | 22                   |                      |                      |                      |    |        |                              |        |        |        |        |        |
|  |             | 2                             | Jung Jae-sung Lee Yong-dae   | 21                           | 18          | 20                 |                              |              | Wedstrijd voor Brons | Wedstrijd voor Brons | Wedstrijd voor Brons | Wedstrijd voor Brons | Wedstrijd voor Brons |    |        |                              |        |        |        |        |        |
|  |             | 2                             | Jung Jae-sung Lee Yong-dae   | 21                           | 18          | 20                 | Muhammad Ahsan Bona Septano  | 12           | Wedstrijd voor Brons | Wedstrijd voor Brons | Wedstrijd voor Brons | Wedstrijd voor Brons | Wedstrijd voor Brons | 16 |        |                              |        |        |        |        |        |
|  |             |                               |                              |                              |             |                    | Muhammad Ahsan Bona Septano  | 12           |                      |                      |                      |                      |                      | 16 |        |                              |        |        |        |        |        |
|  | 2           | Jung Jae-sung Lee Yong-dae    | 21                           | 21                           |             |                    |                              |              |                      |                      |                      |                      |                      |    |        | Koo Kien Keat Tan Boon Heong | 21     | 10     |        |        |        |
|  |             |                               |                              |                              |             |                    |                              |              |                      |                      |                      |                      |                      |    | 2      | Jung Jae-sung Lee Yong-dae   | 23     | 21     |        |        |        |